# Eddy Ottoz
Eddy Ottoz, né le 3 juin 1944 à Mandelieu dans les Alpes-Maritimes, est un ancien athlète italien, originaire de la Vallée d'Aoste, qui courait sur 110 m haies.
Il était le meilleur européen sur 110 m haies dans les années 1960.

## Biographie

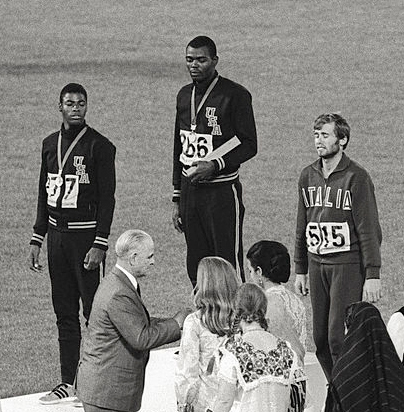
Eddy Ottoz (à droite) lors des Jeux olympiques de 1968.

Il est né à Mandelieu durant la Seconde Guerre mondiale, de parents émigrés valdôtains. Marié avec Lyana, la fille de son entraineur Alessandro Calvesi et de l'ancienne athlète olympique et championne Gabre Gabric, il a eu trois enfants, tous ont baigné dans l'athlétisme (Pilar, journaliste à Rai Vallée d'Aoste, Laurent et Patrick).
Il a été élu au Conseil de la Vallée d'Aoste sur la liste de l'Union valdôtaine en 1998. Aux élections suivantes de 2003, il manqua de peu sa réélection. À partir de 2006, il siégea à nouveau au conseil régional, inscrit comme indépendant au groupe de l'Union valdôtaine, succédant au sénateur nouvellement élu Charles Perrin. En juillet 2007, il a quitté le groupe de l'Union valdôtaine et s'est inscrit à un groupe mixte. Le 21 novembre 2007, il s'est inscrit au groupe de la Maison des libertés. Aux élections régionales de 2008, il manque encore de peu sa réélection sur la liste du Peuple de la liberté. Depuis 2001, il est membre de la direction nationale du Comité national olympique italien.

## Carrière sportive
À l'âge de 20 ans, Ottoz participait à ses premiers jeux à Tokyo. Avec 13 s 8 ; il se classait quatrième et deuxième meilleur Européen derrière le Soviétique Anatoly Mikhaylov qui était troisième. Avec Giovanni Cornacchia et Giorgio Mazza aux septième et huitième places, il y avait encore deux autres Italiens en finale.
Deux ans plus tard, aux championnats d'Europe, Ottoz remportait le titre devant l'Ouest-Allemand Hinrich John et le Français Marcel Duriez.
Aux jeux de Mexico avec l'altitude, toutes les courses sur courtes distances voyaient de nouveaux records du monde. Les hurdlers firent une exception car le vainqueur Willie Davenport restait à un dixième du record du monde. Toutefois avec le chrono électronique, son temps de 13 s 3 était le temps le plus rapide arrêté avec cette technologie. Ottoz prenait le bronze dans cette course derrière encore Ervin Hall.
À Athènes pour les championnats d'Europe, Ottoz défendait victorieusement son titre.

## Palmarès

### Jeux olympiques d'été
- Jeux olympiques d'été de 1964 à Tokyo ( Japon)
  - 4e sur 110 m haies
- Jeux olympiques d'été de 1968 à Mexico ( Mexique)
  -  Médaille de bronze sur 110 m haies

### Championnats d'Europe d'athlétisme
- Championnats d'Europe d'athlétisme de 1966 à Budapest ( Hongrie)
  -  Médaille d'or sur 110 m haies
- Championnats d'Europe d'athlétisme de 1969 à Athènes ( Royaume de Grèce)
  -  Médaille d'or sur 110 m haies

### Jeux européens en salle
- Jeux européens d'athlétisme en salle de 1966 à Dortmund ( Allemagne de l'Ouest)
  -  Médaille d'or sur 60 m haies
- Jeux européens d'athlétisme en salle de 1967 à Prague ( Tchécoslovaquie)
  -  Médaille d'or sur 50 m haies
- Jeux européens d'athlétisme en salle de 1968 à Madrid ( Espagne)
  -  Médaille d'or sur 50 m haies